# 타이오완 사건

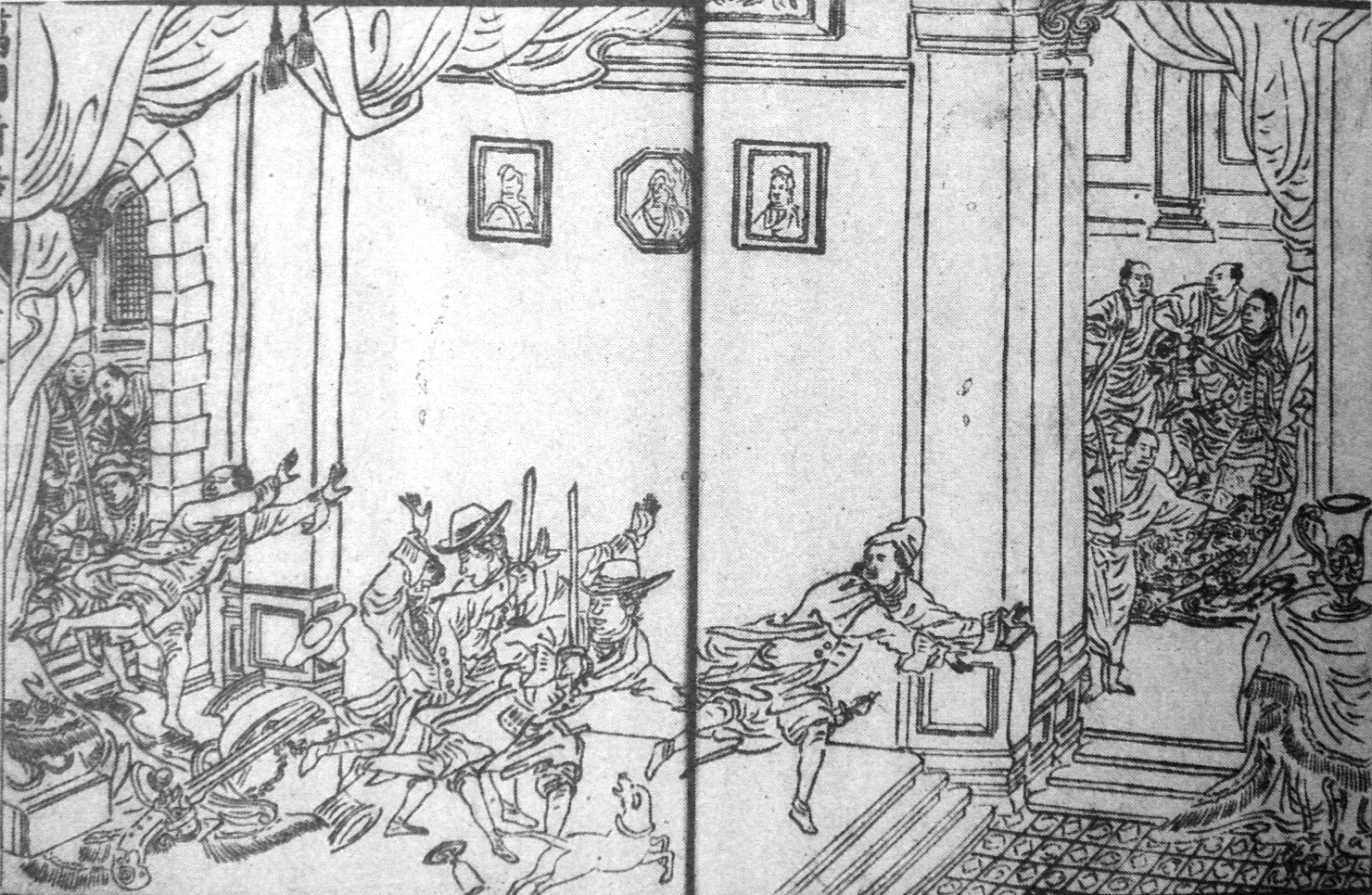
일본측의 하마다 야효에 등에게 체포당하는 피테르 노위츠. 모리시마 주료가 1789년에 출간한 《만국신화》에 실린 삽화이다.

타이오완 사건(タイオワン事件), 일명 노위츠 사건은 1628년(간에이 5년)에 일본 에도 막부의 나가사키 대관인 스에쓰구 헤이조(末次平蔵)와 네덜란드령 포르모사의 행정장관 피테르 노위츠(Pieter Nuyts) 사이에서 일어난 분쟁을 가리킨다.
'타이오완'은 타이난 안핑구의 당시 네덜란드 이름으로 '대만'이라는 국명의 유래이기도 하다. 대만에서는 사건 관련자의 이름을 하마다 야효에 사건(濱田彌兵衛事件)이라고 불린다.

## 경위

### 주인선(朱印船) 무역과 타이완
주인선 무역이 이루어지던 에도 시대 초기 명(중국)은 태조 이후 책봉 관계를 맺은 나라와밖에 무역하고 있지 않았던 데다, 임진왜란의 영향으로 일본 상선은 거의 중국에 기항할 수가 없었다. 따라서 중계 무역의 주요 기항지로 아유타야(태국)와 통킹(베트남) 등 중국 동남 연해나 대만 및 동남아 각지 19개 주요 무역 항구가 떠오르게 되었고, 아오먼, 마닐라, 아유타야, 반텐, 말라카 등의 주요 무역항마다 니혼마치(日本町)라 불리는 마을이 생겨나 수백 명에서 수천 명에 이르는 일본인 상인과 낭인들이 거주했다. 또한 대만 남부에는 옛날부터 명(중국)과 일본의 선박이 기항하는 항구가 존재했다.
당시 일본, 포르투갈 왕국(포르투갈), 네덜란드 연방 공화국(네덜란드), 영국 제1제국(영국)의 상인이 대일본 무역과 대동양 무역의 주도권 경쟁이 과열되던 시대이기도 했다. 이미 1615년 11월 30일 네덜란드 동인도 회사는 중국인들이 말루쿠 제도, 암본 섬 및 기타 지역에 옷감, 비단 등 중국산 상품을 운송하는 것을 금지하고 백은, 침향, 육두구 등의 향료를 반출하는 것도 금지하였으며 이를 위반할 경우 화물을 몰수하겠다고 포고하는가 하면, 에스파냐와 교역하는 명(중국)의 상선을 습격해 명(중국)과 에스파냐의 교역을 방해하기도 하였다. 또한 아오먼에서 1607년 일본의 주인선 선원을 비롯한 수십 명이 포르투갈 사람들에 의해 살해되기도 했다.
1622년(겐나 8년)에 명(중국)의 마카오의 포르투갈 왕국 거류지를 네덜란드가 공격했다. 네덜란드의 마카오 공격은 실패했고, 이후 네덜란드는 타이완의 펑후 제도를 점령하고 요새를 구축해 포르투갈에 대비했다. 이에 명(중국)은 대륙에서 가까이 있다는 이유로 펑후 제도의 요새를 포기할 것과 당시로써는 무주지였던 타이완에서 무역할 것을 요구했기 때문에 2년 후인 1624년(간에이 원년), 네덜란드는 대만 섬을 점령하고 질란디아 요새를 쌓아 타이난의 안핑을 타이오완으로 부르기 시작했다. 네덜란드는 일본에서는 은, 중국에서는 생사를 구입해서 대만의 거점에서 동남아시아로 보내는 무역 시스템을 구축하고 있었고, 네덜란드의 초대 타이오완 감독관 마르텐 송크(Maarten Sonck)는 1625년 타이오완에 기항하는 외국 선박에 대해 10%의 관세를 부과하기로 했는데, 중국 상인은 이를 받아 들였지만, 하마다 야효에 등 일본 상인들은 이를 거부했다. 
타이오완 사건의 중심 인물이 되는 하마다 야효에는 당시 일본 나가사키 대관으로써 주인선 무역가의 한 명이기도 했던 스에쓰구 헤이조의 부하였다. 네덜란드는 피테르 노위츠를 타이오완의 행정 장관에 임명하고 1627년(간에이 4년) 일본 에도 막부의 쇼군 도쿠가와 이에미쓰(徳川家光)와의 회견 및 막부와의 협상을 요구하기 위해 에도로 향하게 했고, 노위츠의 움직임을 알게 된 스에쓰구 헤이조도 행동에 나서게 된다. 
1627년 하마다 야효에가 대만에서 16명의 대만 원주민을 데리고 일본으로 귀국했다. 그들은 대만 전역을 일본의 쇼군에게 바치기 위해 '고산국(高山国)에서 온 사절단'이라고 소개하며 쇼군 도쿠가와 이에미쓰를 알현하게 해 줄 것을 요청했다. 그러나 당시 타이완에 전염병이 돌아 주민들 대부분이 천연두를 앓고 있었기 때문에 이가(理加)라는 사람만을 대표로 쇼군을 알현하고 나머지는 정원을 지나는 것만이 허락되었다. 에도 성에서는 타이완 원주민들을 향해 "저자들은 지독하게 더러우니 두 번 다시 저 더러운 야만인들을 성으로 데려오지 말라"고 불쾌한 반응을 보였으므로 구체적인 이야기가 진행되지는 않았고, 단지 그들이 쇼군에 대한 예를 표하고자 먼 길을 찾아왔다는 점을 높이 사서 모두 쇼군 도쿠가와 이에미쓰로로부터 선물을 받고 일단 귀국길에 올랐다. 그러나 이로 인해 결과적으로 피터 노위츠의 이에미쓰 접견은 저지되었고, 하마다 야효에나 스에쓰구 헤이조 모두 그들이 원하던 바를 얻은 셈이 되었다. 노위츠는 아무런 성과도 없이 타이완으로 돌아와야 했다.

### 타이오완 사건의 발발

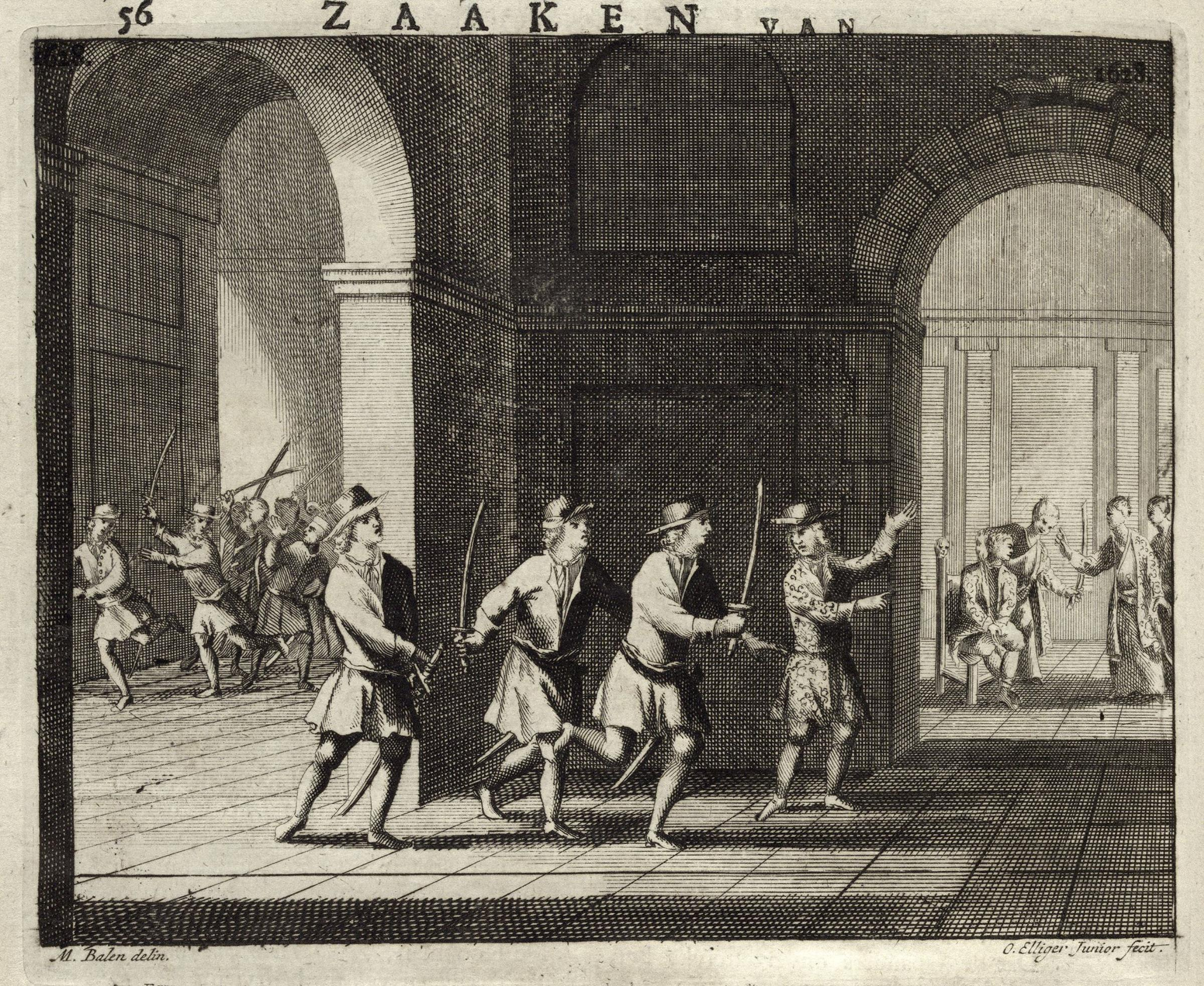
네덜란드의 식물학자 프랑수아 발렌타인(François Valentijn)의 저서 《Oud en Nieuw Oost-Indiën》에 실린 삽화.

1628년 6월(간에이 5년 5월) 타이오완(타이난 · 안핑)의 피터 나위츠는 헤이조의 움직임에 위기감을 느끼고 귀국한 타이완 원주민들을 모두 체포하고 그들이 쇼군 이에미쓰로부터 받았던 선물을 빼앗고 감금했으며, 하마다 야효에의 선박에 대해서도 도항을 금지시키고 그가 가지고 있던 무기를 수거하는 등의 조치에 나섰다. 이 조치에 야효에는 격렬하게 항의했지만 노이쓰는 이를 거부했고, 야효에는 결국 틈을 노려 노위츠를 납치하여 인질로 잡기에 이르렀다. 
놀란 네덜란드 동인도 회사는 야효에 등을 포위했지만 노위츠가 인질로 잡혀 있는 상황에서 강경하게 나가지 못하고 잠시 야효에 측과 네덜란드 동인도 회사의 대치가 이어졌다. 그러나 후속 협상에서 서로 5명씩 인질을 내어 각자의 배에 태우고 나가사키까지 가서 나가사키 항구에 도착하는 대로 서로 인질을 교환하기로 합의했다. 무사히 나가사키에 도착하자 네덜란드 측은 일본측의 인질을 풀어주며 처음 합의대로 네덜란드 측의 인질의 반환을 요구했지만, 나가사키에서 이들을 맞이한 대관 스에쓰구 헤이조는 그대로 네덜란드 사람들을 구속해 옥에 가두고, 히라도에 있던 네덜란드 상관을 폐쇄해 버리기까지 했다.
이 사태에 대응에 나선 것은 네덜란드령 동인도 총독이었던 얀 피텔스존 쿤이었다. 쿤은 상황 파악을 위해 바타비아 장비 주임 빌렘 얀센((Willem Janssen)을 특사로 일본에 파견했지만, 히라도번 주 마쓰라 다카노부와 스에쓰구 헤이조는 얀센이 쇼군 이에 미쓰를 만나기 위해 에도로 가는 것을 허락하지 않고, 이에미쓰의 이름을 사칭한 답장을 써서 얀센에 전달했다. 그 내용은 주로 "쇼군과 만난 대만 원주민을 체포해 가두고 일본인(하마다 야효에)의 귀국을 방해한 것은 유감스러운 일이다. 대가로 타이오완의 젤란디아 성을 넘겨야 할 것이다. 받아들이면 쇼군이 포르투갈을 미워하고 있으니 네덜란드가 대일본 무역을 독점할 수 있도록 도울 것이다"라는 것으로 얀센은 쇼군을 만나지도 못하고 바타비아로 그 답장을 가져왔다.
그러나 얀센이 바타비아에 돌아왔을 때 총독 쿤은 병사하고 그를 맞이한 것은 신임 네덜란드 동인도 총독으로 과거 히라도 네덜란드 상관의 상관장(데지마 상관장)을 지냈던 약스 스벡스(Jacques Specx)였다. 오랜 일본 생활로 일본과 일본인을 연구했던 스펙스는 얀센이 가져온 이에미쓰의 편지가 위조된 것임을 곧바로 간파했고, 얀센을 다시 일본에 파견했다.

### 수습
이후의 구체적인 내용에 대한 기록은 일본 측에 남아 있지 않다. 나가사키의 네덜란드어 통사(통역관) 사다카타 가쓰에몬(貞方利右衛門)이 네덜란드 측에 말한 것은 「헤이조는 조만간 죽을 것이다.」라는 것이었고, 사다카타의 말마따나 스에쓰구 헤이조는 이후 옥중에서 의문의 죽음을 맞는다. 당시의 일본은 쇄국 체제에 들어가고자 하는 상황에서 외국과의 분쟁을 최대한 피하려 하고 있었고, 또 네덜란드 측의 기록에는 쇼군이 각로(閣老)들에게 무역에 관련된 일을 금지하고 있었지만 각로는 헤이조에게 투자해 놓고 뒤에서 이익을 챙기고 있었으므로 그들에게 버려져 입막음으로 제거된 듯하다는 소문이 있었다는 등의 기술이 있다.
네덜란드는 "이 사건은 대일본 외교의 경험이 부족한 노위츠의 대응이 원인이므로 네덜란드 사람을 풀어 주기만 하면 된다"며 노위츠를 해고하고 일본에 볼모로 넘겨주기로 했다. 일본 측은 네덜란드 측에서 어떤 무리한 요구가 있을 것을 우려하고 있었지만 네덜란드측의 이 대응에 안도했으며, 노위츠는 1632년부터 1636년까지 일본에 억류돼 있었다. 이후에도 네덜란드는 1637년 일본 규슈에서 일어난 시마바라의 난 때에도 막부를 도와 함선을 제공하는 등의 행동으로 막부의 환심을 사는데 성공했으며, 에도 막부가 요구하는 대로 히라도의 상관을 데지마라는 좁은 인공섬으로 옮기고 섬 밖으로 나오지 못하게 하거나, 데지마 안에서 종교 의례를 행할 수 없게 하거나, 데지마 안에서 대포 및 병사를 포함한 일체의 무장을 해서는 안 된다는 등의 규제 요구에 대해서도 거의 수락했다. 이는 훗날 일본이 쇄국 체제를 구축했을 때 유럽 국가들 가운데 네덜란드만이 유일하게 대일본 무역을 허락받게 되는 한 요인이 되기도 했다.
1636년(간에이 13년), 네덜란드 상관장 니콜라스 쿠케바케르의 대리로 막부를 방문한 프랑수아 카론은 5월 3일 쇼군을 알현하는 자리에서 쇼군 이에미쓰에게 구리로 만든 등롱을 바쳤다. 이에미쓰는 이것을 매우 좋아하며 답례로 은 300매를 전달했다. 이때 이전부터 히라도 번주로부터 노위츠의 석방에 힘을 보태줄 것을 요청받고 있던 로주 사카이 다다카쓰(酒井忠勝)가 노위츠의 석방을 쇼군에게 진언했고, 이에미쓰는 즉시 이를 허락하였다. 카론이 쇼군 이에미쓰에게 바쳤던 등롱은 닛코 동조궁에 장식되었고, 지금도 같은 곳에 놓여있다.
1632년(간에이 9년) 폐쇄된 히라도 네덜란드 상관이 재개되었다. 1634년(간에이 11년)에는 일본인이 대만에 건너가는 것이 공식적으로 금지되었고, 그 뒤 정성공의 정씨 왕국이 탄생하기까지 네덜란드가 타이완을 통치했다.

## 툰베리의 기록
안에이 4년(1775년)에 네덜란드 데지마 상관의 의사로서 나가사키에 체류했던 스웨덴 사람 칼 페테르 툰베리는 그의 저서 《일본 기행》에서 이 사건에 대해 언급하고 있다. 툰베리는 일본인은 자존심이 높고, 서양인의 해학이나 부정은 잊고 용서해 주지만 오만하게 굴며 비하하고 업신여기는 태도는 용서못할 죄를 범한 것으로 본다고 평가한 후, 이 사건에 대한 엥겔베르트 켐퍼(Engelbert Kämpfer)의 《일본지》(The History of Japan)의 설명을 인용하여 이 사건은 일본인 상인에 대한 노위츠의 태도가 매우 심했기 때문에 일본의 군주와 국민에 대한 심한 모욕이라고 분개한 사무라이 신하들의 복수였다고 설명하고 있다. 일본인은 스스로를 정의의 마음이 뜨겁다고 자부하는 용감한 국민이기 때문에 모욕을 가하는 자에게는 가차없으며, 또한 평소에는 분노와 증오의 감정을 표현하지 않고, 모욕에 대해 그 자리에서 반박하거나 그렇게 함으로써 자신을 위로하거나 하지 않지만, 그런 미움과 증오의 감정을 마음 속에 내내 숨겨 두다가, 기회가 왔을 때 즉시 살상에까지 이르는 복수에 나선다고 주의를 환기하고 있다.

## 참고 도서
- 永積洋子 저 『朱印船』(吉川弘文館 발행 2001년 10월 10일) ISBN 4-642-06659-4
- 永積洋子 저 『平戸オランダ商館日記』 고단샤 학술문고 ISBN 4-06-159431-1

## 사건을 다룬 작품
- 다카하시 요시오(高橋義夫) 《남해혈풍록》(南海血風録) 광문사 시대소설 문고 1999년

## 같이 보기
- 피터 팬 산텐